# Glipa testaceicoxis
Glipa testaceicoxis es una especie de coleóptero de la familia Mordellidae.

## Distribución geográfica
Habita en Java (Indonesia).